# Szczepowice
Szczepowice (deutsch Porthof) ist ein Dorf in der Woiwodschaft Großpolen, im Powiat Grodziski, in der Gemeinde Kamieniec. Der Ort wurde 1340 das erste Mal schriftlich erwähnt, im Mittelalter gehörte er den Familien Opaliński und Bniński. 1866 erwarb das Landgut Familie Forstmann. Sehenswert ist hier ein Palast mit Parkanlage. Nach dem Zweiten Weltkrieg gehörte der Palast in Szczepowice einer PGR, z. Z. ist aber wieder im Privatbesitz und wurde für eine Hotelnutzung stilgerecht restauriert und umgebaut.

## Weblink
- Webseite des Palastes